# Trebišnjica
La Trebišnjica (in serbo Требишњица?) è un fiume della Bosnia ed Erzegovina, affluente di sinistra della Narenta. È considerato uno dei fiumi sotterranei più lunghi al mondo.

## Antiche sorgenti

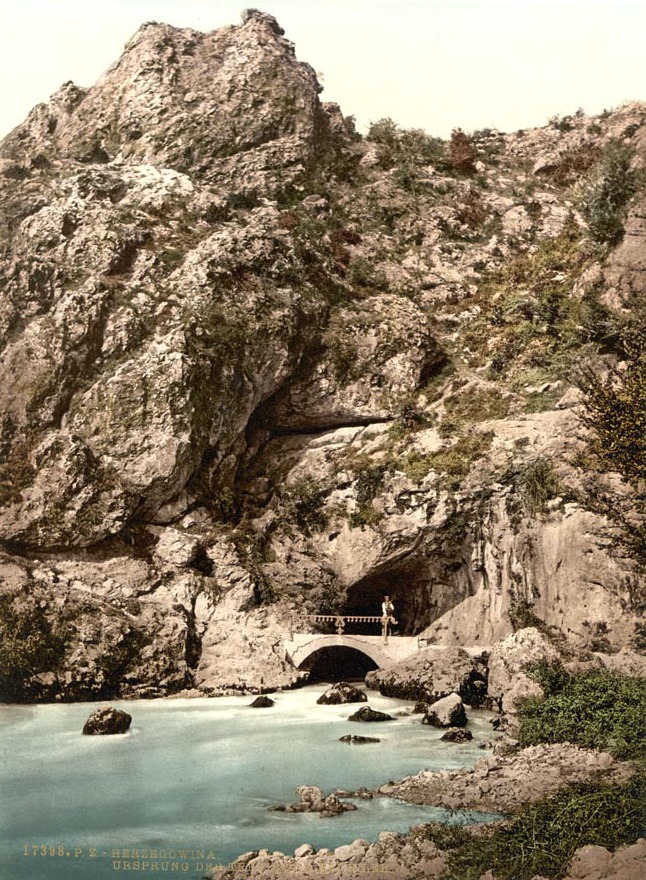
La sorgente Dejanova Pećina in una foto del 1890.

La Trebišnjica ha origine da diverse sorgenti carsiche nei pressi della città di Bileća, nei pressi del confine con il Montenegro. Queste appartengono a due distinte falde acquifere, geograficamente e idrologicamente, sebbene molto vicine, che danno origine a parecchie sorgenti di portata considerevole.
Una di queste due falde genera tre sorgenti principali, note come Dejanova Pećina (la principale), Oko e Nikšičko Vrelo, tutte localizzate nei dintorni di Bileća.

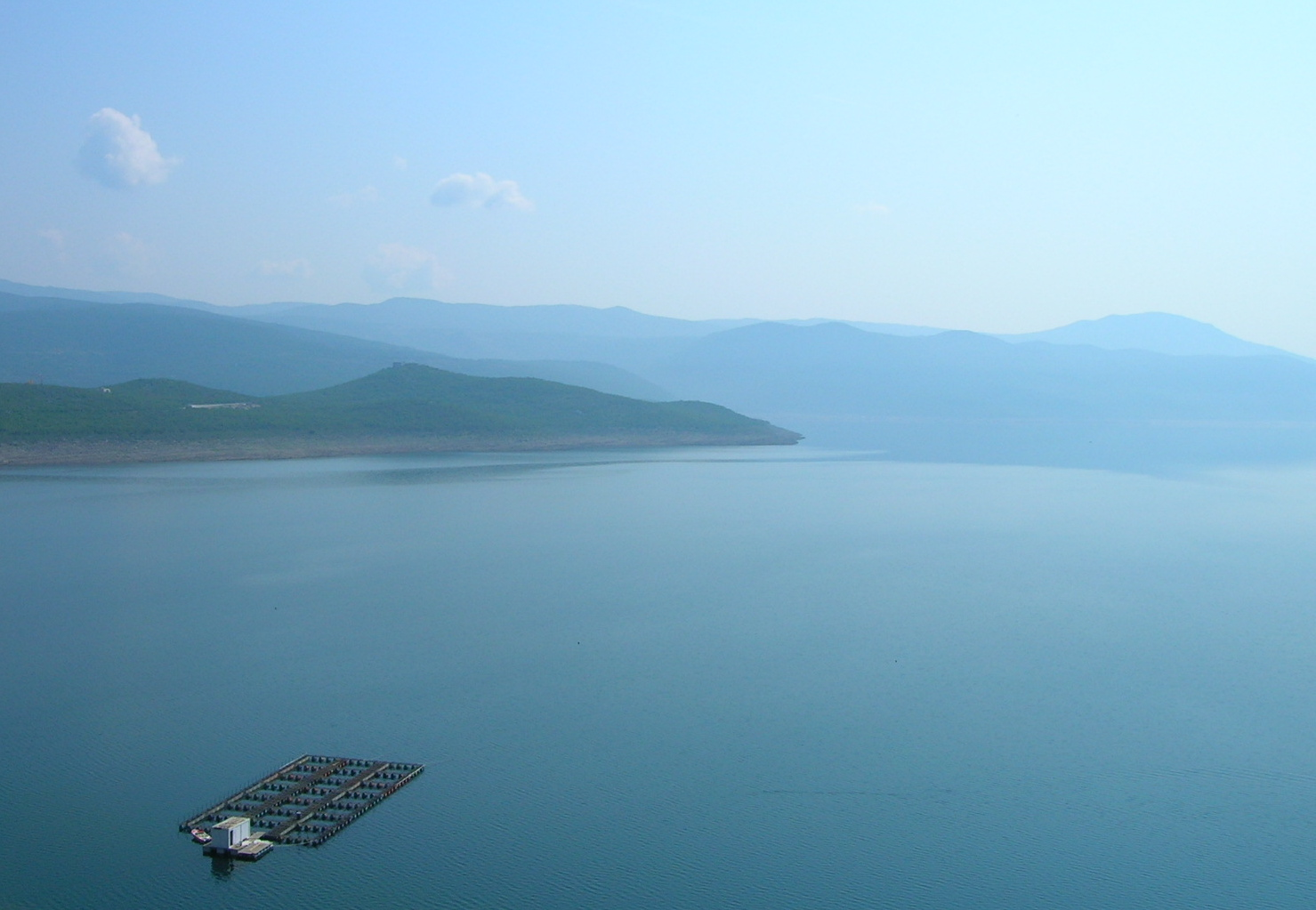
Il lago Bilećko.

La seconda falda dà origine ad un secondo gruppo di sorgenti nei pressi del villaggio di Ćeplica, a circa 3,25 km a valle rispetto alle prime sorgenti. Questo consiste in due principali fonti Vrelo Čepo, con tre corsi d'acqua, ed un gruppo di sorgenti minori sulla sponda di sinistra del corso d'acqua generato dalle prime fonti.
Il complesso sistema di sorgenti del fiume, nonché le zone circostanti, furono significativamente alterati dalla costruzione di una diga nel 1968 che ha inondato completamente la zona, inclusi alcuni villaggi, dando origine al lago Bilećko, uno dei maggiori del Paese.

## Corso del fiume

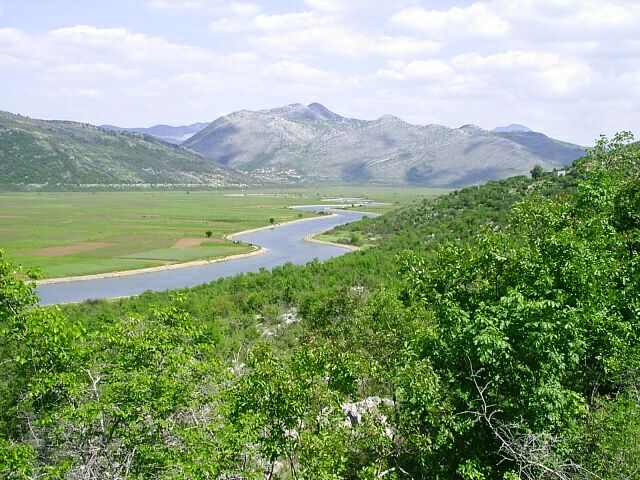
La Trebišnjica nel Popovo Polje.

Le acque della Trebišnjica hanno origine in una zona carsica sviluppandosi così un complesso sistema fluviale sia in superficie che nel sottosuolo. Si distinguono due corsi d'acqua principali:
- il Mušnica, che dal monte Lebršnik attraversa da est ad ovest il Gatačko Polje ("polje di Gacko"), formando il lago Klinje prima di scomparire in un inghiottitoio nel Cerničko Polje;
- il Gračanica, che scorre dal monte Čemerno, attraverso il Gatačko Polje prima di riversarsi nel Mušnica nei pressi del villaggio di Srđevići.

Entrambi i corsi d'acqua sono caratterizzati da repentini cambi di direzione e stretti meandri. Il fiume poi riappare in superficie nel Fatničko Polje ed assume il nome di Fatnička reka ("fiume di Fatnica"), ma scompare nel sottosuolo dopo un breve tratto superficiale.

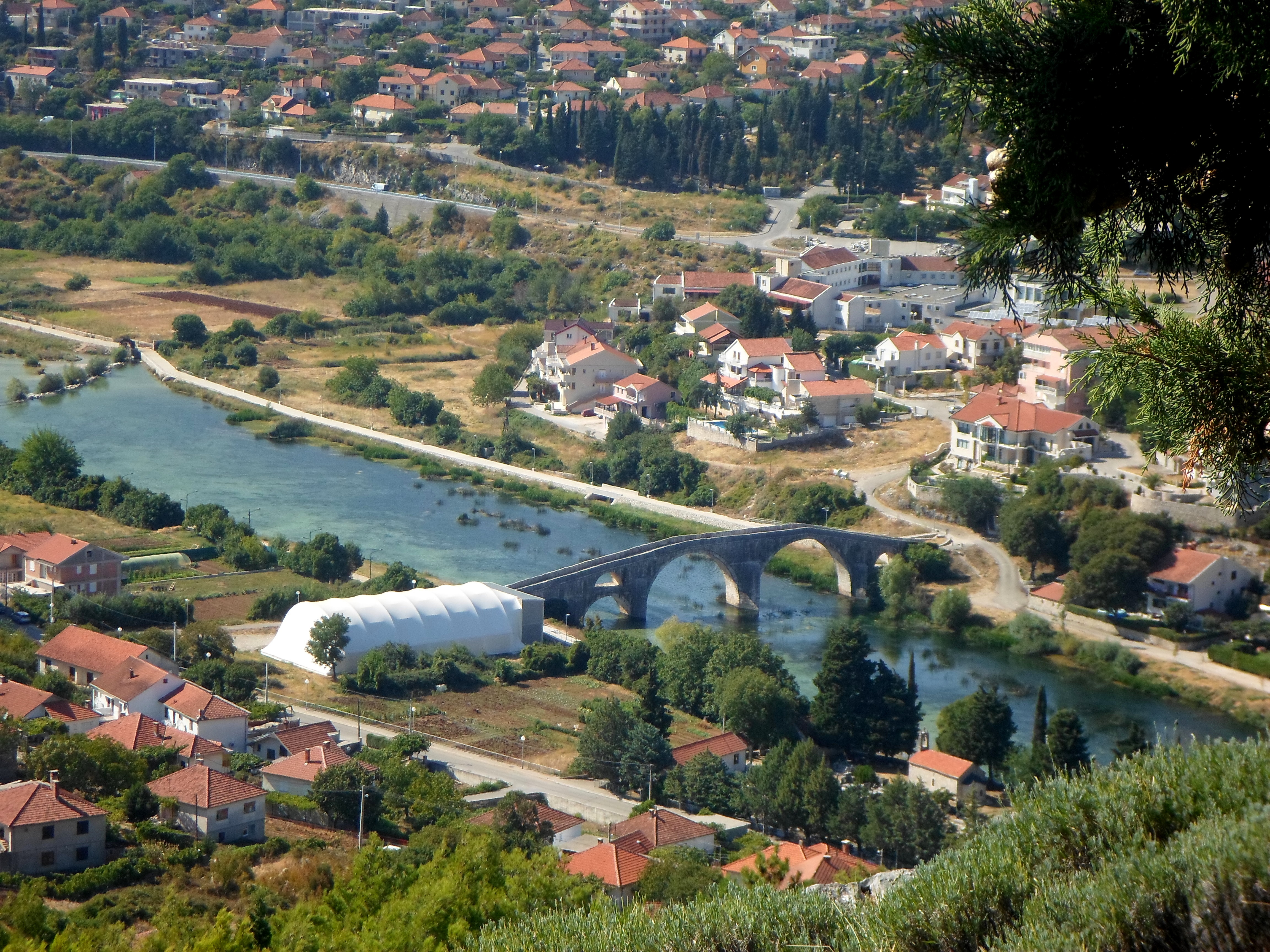
La Trebišnjica alla periferia di Trebigne con il ponte di Arslanagić.

Dopo circa 30 km nel sottosuolo, il Fatnička reka torna in superficie attraverso una serie di grandi sorgenti nei pressi del comune di Bileća, che si riuniscono in un unico corso d'acqua denominato appunto Trebišnjica. Il fiume scorre verso sud attraversando la depressione di Miruša. All'estremità meridionale della depressione una diga sbarra il corso del fiume e permette l'accumulo delle acque del lago artificiale Bilećko, la cui sponda orientale appartiene al Montenegro.

Il bacino del fiume Ombla alimentato dalle acque del Trebišnjica.

Dopo il lago, il fiume volge verso ovest tra i villaggi di Donje Grnčarevo e Lastva nel Trebinjsko polje. Una nuova diga a Gorica forma un lago artificiale minore appena a monte della cittadina, poi il fiume continua verso ovest lungo le pendici meridionali del monte Bjelasnica, attraversando la città di Trebigne per poi riversarsi nel Popovo Polje, il polje più grande dei Balcani.
In passato nel Popovo Polje il fiume scompariva in una serie di inghiottitoi minori subito dopo Trebigne. Nel 1979 una serie di lavori di cementificazione lungo 67 km ne hanno impedito l'inabissamento nel sottosuolo. Il nuovo corso del fiume volge invece a nord-ovest, lambendo i villaggi di Staro Slano, Đedići, Dobromani, Žakovo, Tulje, Sedlari, Grmljani e Zavala, vicino alla grotta di Vjetrenica, la più grande della Bosnia ed Erzegovina.
Il fiume poi volge a nord, curva tra i villaggi di Dvrsnica, Orašje, Čavaš e Turkovići nel Popovo Polje, nei pressi del confine con la Croazia, e si riversa in grandi inghiottitoi, tra cui quelli di Doljašnica e Ponikva.
Le acque della Trebišnjica riemergono in superficie in tre diversi flussi:
- le sorgenti di Čapljina, che si riversano nel corso inferiore del fiume Narenta, in Erzegovina;
- una serie di sorgenti subacquee (chiamate vrulje, "acqua che bolle") nei pressi della località balneare di Slano in Croazia, a nord-ovest di Ragusa;
- la sorgente nella grotta di Gruž, a est di Ragusa, dopo aver percorso 20 km nel sottosuolo; questa dà origine al fiume Ombla (o Dubrovačka rijeka, "fiume di Dubrovnik"), lungo solo 30 km, che sfocia in una baia del mar Adriatico.

La lunghezza totale della Trebišnjica è di 187 km, di cui 96,5 km nel sottosuolo. Il suo bacino idrografico si estende per 4 926 km², di cui 600 km² sono condivisi con la Nerenta (le sorgenti di Čapljina); il bacino idrografico del corso medio del fiume si estende per 2 225 km².

## Attività umana

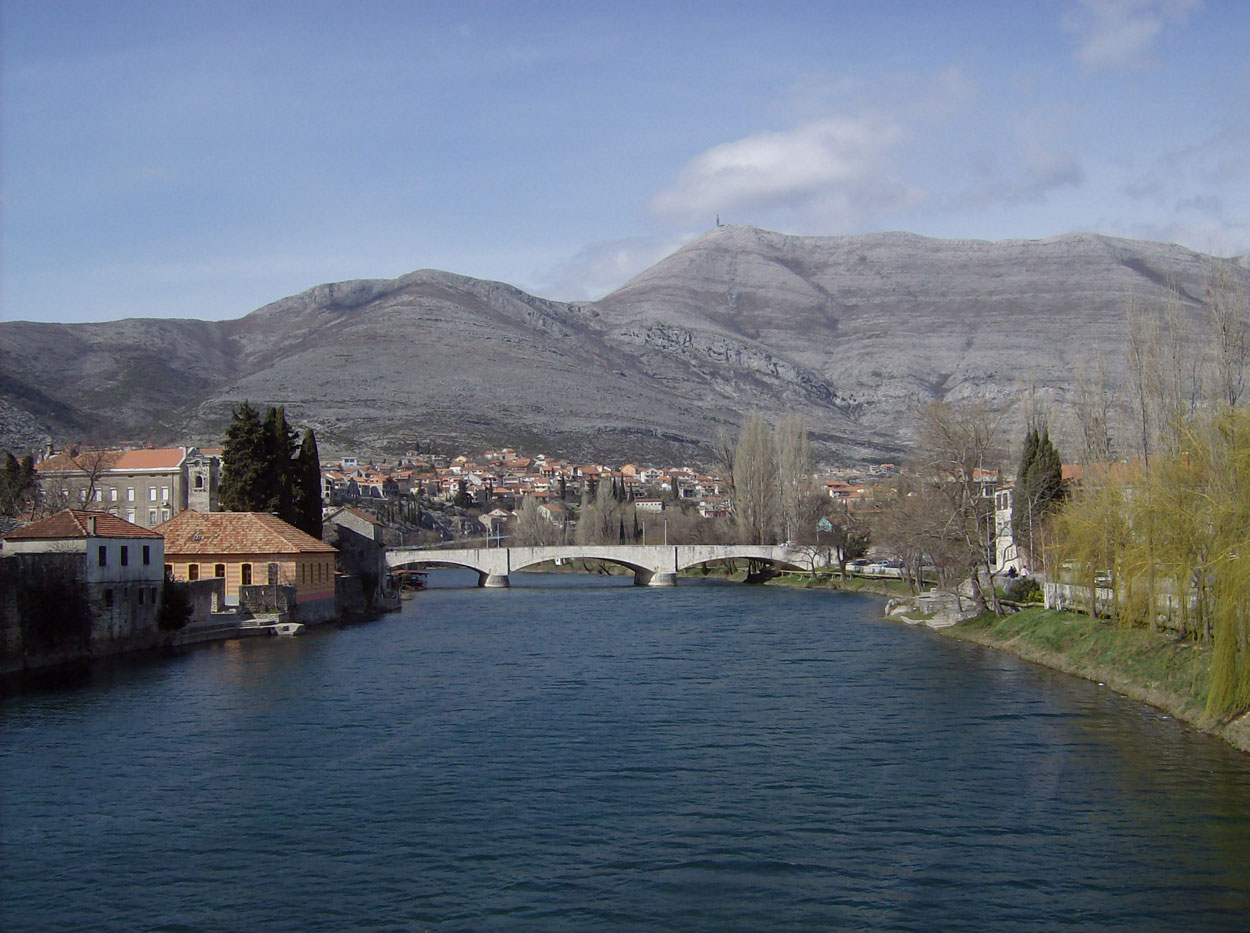
La Trebišnjica a Trebigne.

Lungo il corso del fiume sono state costruite diverse centrali idroelettriche per la produzione di energia idroelettrica.
La prima fu costruita nel 1965 nella località di Plat, nei pressi di Cavtat, in Croazia, alimentata dalla diga di Gorica. Nel 1967 fu costruita la diga che creò il lago Bileća; a questo scopo il ponte di pietra di Arslanagić fu smontato e ricostruito nella posizione attuale. Nel 1979 invece fu costruita la centrale di Svitava con una potenza installata di 430 MW.